# Vitali Feshchanka
Vitali Feshchanka (russisch Виталий Фещенко/Witali Feschtschenko, belarussisch Віталь Фешчанка/Wital Feschtschanka; * 5. Januar 1974 in Gomel, Weißrussische Sozialistische Sowjetrepublik, Sowjetunion) ist ein belarussischer ehemaliger Handballspieler.

## Karriere
Der 1,98 m große und 115 kg schwere Handballtorwart spielte bis Februar 1999 für den belarussischen Serienmeister SKA Minsk, ehe er bis zum Saisonende zum spanischen EHF-Champions-League-Teilnehmer Portland San Antonio wechselte. Nach einem Jahr bei Toulouse Handball begann er seine Deutschland-Karriere beim TV Grambke Bremen. Nach drei Jahren schloss er sich dem OHV Aurich an, bis dieser Ende 2007 in finanzielle Schwierigkeiten geriet und Feshchanka zum TSV Bayer Dormagen ging. Nachdem auch Dormagen in die Insolvenz musste, wurde er von der MT Melsungen als dritter Torhüter bis Saisonende 2011 verpflichtet. Ab 2011 spielte der 79-fache belarussische Nationaltorhüter für den TV Emsdetten, mit dem ihm 2013 der Aufstieg in die Handball-Bundesliga gelang. Nach dem sofortigen Wiederabstieg beendete er seine Profikarriere, um fortan in der Oberliga beim TV Bissendorf-Holte zu spielen. Bereits während der Saisonvorbereitung verließ er den Oberligisten aus persönlichen Gründen.
Mit der belarussischen Nationalmannschaft nahm er an der Handball-Europameisterschaft 2008 teil, scheiterte aber bereits in der Vorrunde.
Vitali Feshchanka ist verheiratet mit Irina und hat eine Tochter.